# Mšice třešňová
Mšice třešňová (Myzus cerasi) je hmyz poškozující listy dřevin sáním. Mšice třešňová je řazena do čeledě mšicovití (Aphididae), řádu polokřídlí (Hemiptera).

## EPPO kód
MYZUCE

## Výskyt
Evropa, Střední východ, Asie, Austrálie, Nový Zéland a Severní Amerika.

## Popis
Dospělé samice jsou černě zbarveny, 2 mm velké.

## Hostitel
- mořenovité
- třešeň
- růžovité
- krtičníkovité
- brukvovité

## Příznaky

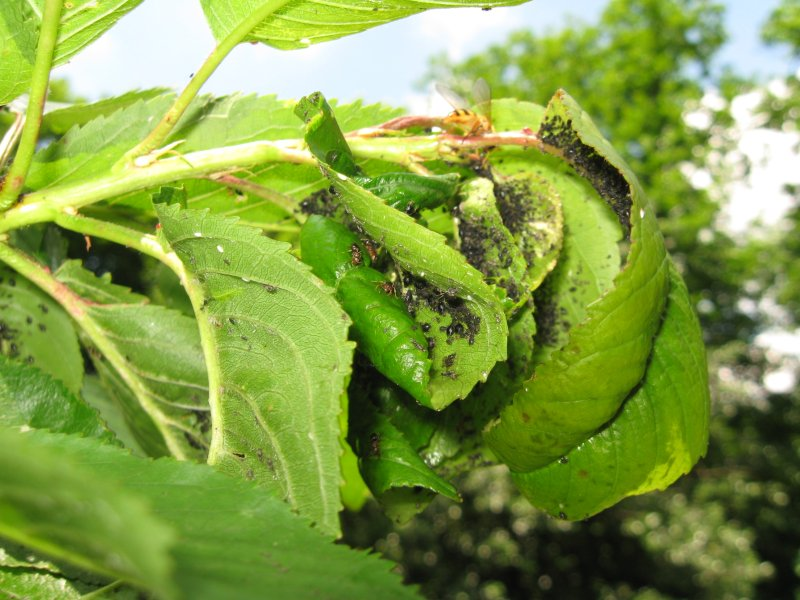
Třešeň napadená mšicí třešňovou

Deformace listů, krnění a deformace letorostů, opad listů. Plody jsou deformované. Medovice na listech.

## Význam
Snižování listové plochy a kvality plodů jabloně (deformace). Oslabení stromů, snížení sklizně. Mšice třešňová je vektorem virových chorob rostlin.

## Biologie
Mšice má několik generací během roku. Z vajíček se líhnou na jaře samice. V červnu dochází ke vzniku okřídlených jedinců. Populace poté migruje na sekundární hostitele. Na podzim se vracejí na primárního hostitele. Přezimují černě zbarvená vajíčka na třešních. 

## Ekologie
Lesy, parky, zahrady. Predátoři: slunéčka, střevlíci, dravé ploštice, zlatoočky, larvy pestřenek, pavouci a další. Během sání mohou mšice přenášet virové infekce.

## Ochrana
Doporučené přípravky:
- Sumithion Super
- Zolone WP a 35 EC
- Pirimor 25WG
- Dursban 480 EC